# Le Malade hydrophobe
Le Malade hydrophobe és una pel·lícula muda de la productora francesa Star Film Company de l'any 1900 del director Georges Méliès. Es troba numerada com la n° 315 en els seus catàlegs.

## Supervivència
John Frazer, expert en l'obra cinematogràfica de Méliès, mai va poder obtenir una còpia de la pel·lícula. No obstant això, ha especulat que existiria una actualment a Belgrad.